# 2002-es sebringi 12 órás verseny
A Sebringi 12 órás versenyt 2002. március 16-án, 50. alkalommal rendezték meg.

## Végeredmény
|            | Kategória | #  | Csapat                                           | Versenyzők                                            | Modell                           | Gumi | Körök |
| Motor      | Kategória | #  | Csapat                                           | Versenyzők                                            |                                  | Gumi | Körök |
| ---------- | --------- | -- | ------------------------------------------------ | ----------------------------------------------------- | -------------------------------- | ---- | ----- |
| 1          | LMP900    | 2  | Audi Sport North America                         | Johnny Herbert Christian Pescatori Rinaldo Capello    | Audi R8                          | M    | 346   |
| 1          | LMP900    | 2  | Audi Sport North America                         | Johnny Herbert Christian Pescatori Rinaldo Capello    | Audi 3.6L Turbo V8               | M    | 346   |
| 2          | LMP900    | 38 | Champion Racing                                  | Andy Wallace Stefan Johansson Jan Lammers             | Audi R8                          | M    | 345   |
| 2          | LMP900    | 38 | Champion Racing                                  | Andy Wallace Stefan Johansson Jan Lammers             | Audi 3.6L Turbo V8               | M    | 345   |
| 3          | LMP900    | 36 | Riley & Scott Racing Jim Matthews Racing         | Jim Matthews Marc Goossens Guy Smith                  | Riley & Scott MkIIIC             | G    | 337   |
| 3          | LMP900    | 36 | Riley & Scott Racing Jim Matthews Racing         | Jim Matthews Marc Goossens Guy Smith                  | Élan 6L8 6.0L V8                 | G    | 337   |
| 4          | LMP900    | 16 | Dyson Racing Team                                | Butch Leitzinger Elliott Forbes-Robinson James Weaver | Riley & Scott MkIIIA             | G    | 330   |
| 4          | LMP900    | 16 | Dyson Racing Team                                | Butch Leitzinger Elliott Forbes-Robinson James Weaver | Lincoln (Élan) 6.0L V8           | G    | 330   |
| 5          | LMP900    | 1  | Audi Sport North America                         | Tom Kristensen Emanuele Pirro Frank Biela             | Audi R8                          | M    | 327   |
| 5          | LMP900    | 1  | Audi Sport North America                         | Tom Kristensen Emanuele Pirro Frank Biela             | Audi 3.6L Turbo V8               | M    | 327   |
| 6          | LMP900    | 21 | Team Ascari                                      | Christian Vann Ben Collins Justin Wilson              | Ascari KZR-1                     | G    | 323   |
| 6          | LMP900    | 21 | Team Ascari                                      | Christian Vann Ben Collins Justin Wilson              | Judd GV4 4.0L V10                | G    | 323   |
| 7          | LMP675    | 37 | Intersport                                       | Jon Field Duncan Dayton Mike Durand                   | MG-Lola EX257                    | A    | 323   |
| 7          | LMP675    | 37 | Intersport                                       | Jon Field Duncan Dayton Mike Durand                   | MG (AER) XP20 2.0L Turbo I4      | A    | 323   |
| 8          | LMP900    | 51 | Panoz Motor Sports                               | Bryan Herta Bill Auberlen David Donohue               | Panoz LMP01 Evo                  | M    | 319   |
| 8          | LMP900    | 51 | Panoz Motor Sports                               | Bryan Herta Bill Auberlen David Donohue               | Élan 6L8 6.0L V8                 | M    | 319   |
| 9          | GTS       | 3  | Corvette Racing                                  | Ron Fellows Johnny O'Connell Oliver Gavin             | Chevrolet Corvette C5-R          | G    | 317   |
| 9          | GTS       | 3  | Corvette Racing                                  | Ron Fellows Johnny O'Connell Oliver Gavin             | Chevrolet 7.0L V8                | G    | 317   |
| 10         | GTS       | 26 | Konrad Motorsport                                | Franz Konrad Terry Borcheller Toni Seiler             | Saleen S7-R                      | P    | 309   |
| 10         | GTS       | 26 | Konrad Motorsport                                | Franz Konrad Terry Borcheller Toni Seiler             | Ford 7.0L V8                     | P    | 309   |
| 11         | GTS       | 86 | Larbre Compétition Chereau                       | Christophe Bouchut Vincent Vosse                      | Chrysler Viper GTS-R             | M    | 309   |
| 11         | GTS       | 86 | Larbre Compétition Chereau                       | Christophe Bouchut Vincent Vosse                      | Chrysler 8.0L V10                | M    | 309   |
| 12         | GT        | 23 | Alex Job Racing                                  | Sascha Maassen Lucas Luhr                             | Porsche 911 GT3-RS               | M    | 306   |
| 12         | GT        | 23 | Alex Job Racing                                  | Sascha Maassen Lucas Luhr                             | Porsche 3.6L Flat-6              | M    | 306   |
| 13         | GTS       | 4  | Corvette Racing                                  | Andy Pilgrim Kelly Collins Franck Fréon               | Chevrolet Corvette C5-R          | G    | 306   |
| 13         | GTS       | 4  | Corvette Racing                                  | Andy Pilgrim Kelly Collins Franck Fréon               | Chevrolet 7.0L V8                | G    | 306   |
| 14         | GT        | 52 | Seikel Motorsport                                | Hugh Plumb Philip Collin Andrew Bagnall               | Porsche 911 GT3-RS               | Y    | 295   |
| 14         | GT        | 52 | Seikel Motorsport                                | Hugh Plumb Philip Collin Andrew Bagnall               | Porsche 3.6L Flat-6              | Y    | 295   |
| 15         | GT        | 60 | P.K. Sport                                       | Robin Liddell Fabio Babini Giovanni Anapoli           | Porsche 911 GT3-RS               | P    | 295   |
| 15         | GT        | 60 | P.K. Sport                                       | Robin Liddell Fabio Babini Giovanni Anapoli           | Porsche 3.6L Flat-6              | P    | 295   |
| 16         | GT        | 67 | The Racer's Group                                | Larry Schumacher Robert Nagel Jim Pace                | Porsche 911 GT3-RS               | M    | 295   |
| 16         | GT        | 67 | The Racer's Group                                | Larry Schumacher Robert Nagel Jim Pace                | Porsche 3.6L Flat-6              | M    | 295   |
| 17         | GT        | 61 | P.K. Sport                                       | Piers Masarati Basil Demeroutis Keith Alexander       | Porsche 911 GT3-R                | P    | 291   |
| 17         | GT        | 61 | P.K. Sport                                       | Piers Masarati Basil Demeroutis Keith Alexander       | Porsche 3.6L Flat-6              | P    | 291   |
| 18         | GTS       | 45 | American Viperacing                              | Shane Lewis Norman Goldrich Rick Fairbanks            | Dodge Viper GTS-R                | P    | 289   |
| 18         | GTS       | 45 | American Viperacing                              | Shane Lewis Norman Goldrich Rick Fairbanks            | Dodge 8.0L V10                   | P    | 289   |
| 19         | GT        | 43 | Orbit                                            | Leo Hindery Peter Baron Mike Borkowski                | Porsche 911 GT3-RS               | M    | 287   |
| 19         | GT        | 43 | Orbit                                            | Leo Hindery Peter Baron Mike Borkowski                | Porsche 3.6L Flat-6              | M    | 287   |
| 20         | GT        | 85 | 917 Racing Team Larbre Compétition               | Hervé Clément Bernard Simmenauer André Ahrle          | Porsche 911 GT3-RS               | M    | 286   |
| 20         | GT        | 85 | 917 Racing Team Larbre Compétition               | Hervé Clément Bernard Simmenauer André Ahrle          | Porsche 3.6L Flat-6              | M    | 286   |
| 21         | GT        | 53 | Seikel Motorsport                                | Alex Caffi Luca Riccitelli Gabrio Rosa                | Porsche 911 GT3-RS               | Y    | 285   |
| 21         | GT        | 53 | Seikel Motorsport                                | Alex Caffi Luca Riccitelli Gabrio Rosa                | Porsche 3.6L Flat-6              | Y    | 285   |
| 22 Kiesett | GT        | 22 | Alex Job Racing                                  | Timo Bernhard Jörg Bergmeister Marc Lieb              | Porsche 911 GT3-RS               | M    | 277   |
| 22 Kiesett | GT        | 22 | Alex Job Racing                                  | Timo Bernhard Jörg Bergmeister Marc Lieb              | Porsche 3.6L Flat-6              | M    | 277   |
| 23         | GT        | 58 | Freisinger Motorsport                            | Chip Vance Stephen Southard Georges Forgeois          | Porsche 911 GT3-RS               | D    | 275   |
| 23         | GT        | 58 | Freisinger Motorsport                            | Chip Vance Stephen Southard Georges Forgeois          | Porsche 3.6L Flat-6              | D    | 275   |
| 24         | LMP900    | 20 | Dyson Racing Team                                | Dorsey Schroeder Chris Dyson Rob Dyson                | Riley & Scott MkIIIA             | G    | 273   |
| 24         | LMP900    | 20 | Dyson Racing Team                                | Dorsey Schroeder Chris Dyson Rob Dyson                | Lincoln (Élan) 6.0L V8           | G    | 273   |
| 25         | LMP675    | 40 | Racing Organisation Course                       | Ryan Jones Jeff Jones Jeffrey Jones                   | Reynard 2KQ-LM                   | M    | 271   |
| 25         | LMP675    | 40 | Racing Organisation Course                       | Ryan Jones Jeff Jones Jeffrey Jones                   | Volkswagen 2.0L Turbo I4         | M    | 271   |
| 26         | LMP675    | 24 | AutoExe Motorsports                              | Jim Downing John Fergus Yojiro Terada                 | AutoExe (WR) LMP-02              | G    | 267   |
| 26         | LMP675    | 24 | AutoExe Motorsports                              | Jim Downing John Fergus Yojiro Terada                 | Mazda R26B 2.6L 4-Rotor          | G    | 267   |
| 27 Kiesett | LMP900    | 7  | Team Cadillac                                    | Emmanuel Collard Éric Bernard JJ Lehto                | Cadillac Northstar LMP02         | M    | 256   |
| 27 Kiesett | LMP900    | 7  | Team Cadillac                                    | Emmanuel Collard Éric Bernard JJ Lehto                | Cadillac Northstar 4.0L Turbo V8 | M    | 256   |
| 28         | LMP675    | 11 | KnightHawk Racing                                | Andy Lally Steven Knight Jonny Kane                   | MG-Lola EX257                    | A    | 256   |
| 28         | LMP675    | 11 | KnightHawk Racing                                | Andy Lally Steven Knight Jonny Kane                   | MG (AER) XP20 2.0L Turbo I4      | A    | 256   |
| 29         | LMP900    | 19 | Team Ascari                                      | Timothy Bell Werner Lupberger Kristian Kolby          | Ascari KZR-1                     | G    | 255   |
| 29         | LMP900    | 19 | Team Ascari                                      | Timothy Bell Werner Lupberger Kristian Kolby          | Judd GV4 4.0L V10                | G    | 255   |
| 30         | GTS       | 77 | Prodrive                                         | Tomáš Enge Rickard Rydell Alain Menu                  | Ferrari 550-GTS Maranello        | M    | 252   |
| 30         | GTS       | 77 | Prodrive                                         | Tomáš Enge Rickard Rydell Alain Menu                  | Ferrari 5.9L V12                 | M    | 252   |
| 31         | LMP900    | 8  | Team Cadillac                                    | Max Angelelli Wayne Taylor Christophe Tinseau         | Cadillac Northstar LMP02         | M    | 236   |
| 31         | LMP900    | 8  | Team Cadillac                                    | Max Angelelli Wayne Taylor Christophe Tinseau         | Cadillac Northstar 4.0L Turbo V8 | M    | 236   |
| 32 Kiesett | LMP675    | 28 | Welter Racing                                    | A.J. Smith Stéphane Daoudi Jean-René de Fournoux      | WR LMP02                         | M    | 232   |
| 32 Kiesett | LMP675    | 28 | Welter Racing                                    | A.J. Smith Stéphane Daoudi Jean-René de Fournoux      | Peugeot 2.0L Turbo I4            | M    | 232   |
| 33 Kiesett | GTS       | 5  | Park Place Racing                                | Chris Bingham Vic Rice Peter MacLeod                  | Saleen S7-R                      | Y    | 228   |
| 33 Kiesett | GTS       | 5  | Park Place Racing                                | Chris Bingham Vic Rice Peter MacLeod                  | Ford 7.0L V8                     | Y    | 228   |
| 34         | GT        | 32 | JMB Racing                                       | Oswaldo Negri, Jr. Joe Vannini Andrea Garbagnati      | Ferrari 360 Modena N-GT          | P    | 228   |
| 34         | GT        | 32 | JMB Racing                                       | Oswaldo Negri, Jr. Joe Vannini Andrea Garbagnati      | Ferrari 3.6L V8                  | P    | 228   |
| 35 Kiesett | GTS       | 46 | Carsport Holland Racing Box                      | Mike Hezemans Anthony Kumpen Luca Cappellari          | Chrysler Viper GTS-R             | P    | 194   |
| 35 Kiesett | GTS       | 46 | Carsport Holland Racing Box                      | Mike Hezemans Anthony Kumpen Luca Cappellari          | Chrysler 8.0L V10                | P    | 194   |
| 36 Kiesett | LMP900    | 00 | Gunnar Racing                                    | Gunnar Jeannette Chad Block Wayne Johnson             | Panoz LMP-1 Roadster-S           | G    | 148   |
| 36 Kiesett | LMP900    | 00 | Gunnar Racing                                    | Gunnar Jeannette Chad Block Wayne Johnson             | Élan 6L8 6.0L V8                 | G    | 148   |
| 37 Kiesett | LMP900    | 18 | MBD Sportscar                                    | Rick Sutherland Didier de Radigues Bruno Lambert      | Panoz LMP07                      | G    | 146   |
| 37 Kiesett | LMP900    | 18 | MBD Sportscar                                    | Rick Sutherland Didier de Radigues Bruno Lambert      | Mugen MF408S 4.0L V8             | G    | 146   |
| 38 Kiesett | GT        | 65 | Harlow Motorsport                                | Terry Rymer Mike Youles Johnny Mowlem                 | Porsche 911 GT3-R                | D    | 144   |
| 38 Kiesett | GT        | 65 | Harlow Motorsport                                | Terry Rymer Mike Youles Johnny Mowlem                 | Porsche 3.6L Flat-6              | D    | 144   |
| 39 Kiesett | LMP675    | 69 | Kyser Racing                                     | Kyle Wankum Joe Foster Doc Bundy                      | Lola B2K/40                      | D    | 139   |
| 39 Kiesett | LMP675    | 69 | Kyser Racing                                     | Kyle Wankum Joe Foster Doc Bundy                      | Nissan (AER) VQL 3.0L V6         | D    | 139   |
| 40 Kiesett | LMP675    | 41 | Noël del Bello Racing Racing Organisation Course | Mark Smithson Jean-Denis Délétraz Christophe Pillon   | Reynard 2KQ-LM                   | M    | 134   |
| 40 Kiesett | LMP675    | 41 | Noël del Bello Racing Racing Organisation Course | Mark Smithson Jean-Denis Délétraz Christophe Pillon   | Volkswagen 2.0L Turbo I4         | M    | 134   |
| 41 Kiesett | GT        | 99 | Cirtek Motorsport                                | Chris Gleason Paul Dawson Rob Wilson                  | Porsche 911 GT3-R                | D    | 134   |
| 41 Kiesett | GT        | 99 | Cirtek Motorsport                                | Chris Gleason Paul Dawson Rob Wilson                  | Porsche 3.6L Flat-6              | D    | 134   |
| 42 Kiesett | GT        | 42 | Orbit                                            | Gary Schultheis Grady Willingham Tony Kester          | Porsche 911 GT3-RS               | M    | 107   |
| 42 Kiesett | GT        | 42 | Orbit                                            | Gary Schultheis Grady Willingham Tony Kester          | Porsche 3.6L Flat-6              | M    | 107   |
| 43 Kiesett | GTS       | 44 | American Viperacing                              | Simon Gregg Marc Bunting Tom Weickardt                | Dodge Viper GTS-R                | P    | 104   |
| 43 Kiesett | GTS       | 44 | American Viperacing                              | Simon Gregg Marc Bunting Tom Weickardt                | Dodge 8.0L V10                   | P    | 104   |
| 44 Kiesett | GT        | 12 | Spyker Squadron                                  | Derek Hill Peter Kox Hans Hugenholtz                  | Spyker C8 Double-12R             | D    | 92    |
| 44 Kiesett | GT        | 12 | Spyker Squadron                                  | Derek Hill Peter Kox Hans Hugenholtz                  | BMW 4.0L V8                      | D    | 92    |
| 45 Kiesett | LMP900    | 17 | MBD Sportscars                                   | Scott Maxwell John Graham Milka Duno                  | Panoz LMP07                      | G    | 78    |
| 45 Kiesett | LMP900    | 17 | MBD Sportscars                                   | Scott Maxwell John Graham Milka Duno                  | Mugen MF408S 4.0L V8             | G    | 78    |
| 46 Kiesett | LMP900    | 50 | Panoz Motor Sports                               | David Brabham Jan Magnussen Eric van de Poele         | Panoz LMP01 Evo                  | M    | 56    |
| 46 Kiesett | LMP900    | 50 | Panoz Motor Sports                               | David Brabham Jan Magnussen Eric van de Poele         | Élan 6L8 6.0L V8                 | M    | 56    |
| 47 Kiesett | LMP900    | 30 | Intersport                                       | John Macaluso Mark Neuhaus Butch Birckell             | Lola B2K/10B                     | G    | 53    |
| 47 Kiesett | LMP900    | 30 | Intersport                                       | John Macaluso Mark Neuhaus Butch Birckell             | Judd GV4 4.0L V10                | G    | 53    |
| 48 Kiesett | GT        | 79 | J-3 Racing                                       | David Murry Justin Jackson Mike Fitzgerald            | Porsche 911 GT3-RS               | D    | 53    |
| 48 Kiesett | GT        | 79 | J-3 Racing                                       | David Murry Justin Jackson Mike Fitzgerald            | Porsche 3.6L Flat-6              | D    | 53    |
| 49 Kiesett | GT        | 66 | The Racer's Group                                | Kevin Buckler Michael Schrom Darren Law               | Porsche 911 GT3-RS               | M    | 42    |
| 49 Kiesett | GT        | 66 | The Racer's Group                                | Kevin Buckler Michael Schrom Darren Law               | Porsche 3.6L Flat-6              | M    | 42    |
| 50 Kiesett | GT        | 29 | Sebah Automotive Ltd.                            | Bart Hayden Mark Griffiths Stephen Earle              | Porsche 911 GT3-R                | D    | 37    |
| 50 Kiesett | GT        | 29 | Sebah Automotive Ltd.                            | Bart Hayden Mark Griffiths Stephen Earle              | Porsche 3.6L Flat-6              | D    | 37    |
| 51 Kiesett | GTS       | 83 | Graham Nash Motorsport                           | Ian McKellar Thomas Erdos Ron Johnson                 | Saleen S7-R                      | P    | 36    |
| 51 Kiesett | GTS       | 83 | Graham Nash Motorsport                           | Ian McKellar Thomas Erdos Ron Johnson                 | Ford 7.0L V8                     | P    | 36    |
| 52 Kiesett | GT        | 31 | JMB Racing                                       | Peter Argentsinger Ryan Hunter-Reay Andrea Montermini | Ferrari 360 Modena N-GT          | P    | 28    |
| 52 Kiesett | GT        | 31 | JMB Racing                                       | Peter Argentsinger Ryan Hunter-Reay Andrea Montermini | Ferrari 3.6L V8                  | P    | 28    |
| 53 Kiesett | LMP675    | 55 | Team Bucknum Racing                              | Chris McMurry Bryan Willman Pierre Ehret              | Pilbeam MP84                     | A    | 21    |
| 53 Kiesett | LMP675    | 55 | Team Bucknum Racing                              | Chris McMurry Bryan Willman Pierre Ehret              | Nissan (AER) VQL 3.0L V6         | A    | 21    |
| 54 Kiesett | LMP900    | 27 | Doran Lista Racing                               | Didier Theys Fredy Lienhard Mauro Baldi               | Dallara SP1                      | Y    | 20    |
| 54 Kiesett | LMP900    | 27 | Doran Lista Racing                               | Didier Theys Fredy Lienhard Mauro Baldi               | Judd GV4 4.0L V10                | Y    | 20    |
| 55 Kiesett | GT        | 57 | Freisinger Motorsport                            | Hans Fertl Romain Dumas Ni Amorim                     | Porsche 911 GT3-RS               | D    | 19    |
| 55 Kiesett | GT        | 57 | Freisinger Motorsport                            | Hans Fertl Romain Dumas Ni Amorim                     | Porsche 3.6L Flat-6              | D    | 19    |
| 56 Kiesett | GT        | 33 | MSB Motorsport                                   | Marino Franchitti Ralf Kelleners                      | Ferrari 360 Modena GT            | G    | 12    |
| 56 Kiesett | GT        | 33 | MSB Motorsport                                   | Marino Franchitti Ralf Kelleners                      | Ferrari 3.6L V8                  | G    | 12    |
| 57 Kiesett | LMP675    | 56 | Team Bucknum Racing                              | Jeff Bucknum Dick Downs Allan Ziegelman               | Pilbeam MP84                     | A    | 11    |
| 57 Kiesett | LMP675    | 56 | Team Bucknum Racing                              | Jeff Bucknum Dick Downs Allan Ziegelman               | Nissan (AER) VQL 3.0L V6         | A    | 11    |
| 58 Kiesett | GTS       | 0  | Team Olive Garden                                | Mimmo Schiattarella Emanuele Naspetti Johnny Cecotto  | Ferrari 550 Maranello            | M    | 11    |
| 58 Kiesett | GTS       | 0  | Team Olive Garden                                | Mimmo Schiattarella Emanuele Naspetti Johnny Cecotto  | Ferrari 6.0L V12                 | M    | 11    |
| Kizárva†   | GTS       | 25 | Konrad Motorsport                                | Charles Slater Gavin Pickering Walter Brun            | Saleen S7-R                      | P    | 44    |
| Kizárva†   | GTS       | 25 | Konrad Motorsport                                | Charles Slater Gavin Pickering Walter Brun            | Ford 7.0L V8                     | P    | 44    |
| DNS        | LMP675    | 89 | Porschehaus Racing                               | Stephane Veilleux Robert Julien Adam Merzon           | Lola B2K/40                      | D    | -     |
| DNS        | LMP675    | 89 | Porschehaus Racing                               | Stephane Veilleux Robert Julien Adam Merzon           | Nissan (AER) VQL 3.0L V6         | D    | -     |
| DNS        | LMP900    | 87 | Sezio Florida Racing Team                        | John Mirro Georges Forgeois François O'Born           | Norma M2000                      | P    | -     |
| DNS        | LMP900    | 87 | Sezio Florida Racing Team                        | John Mirro Georges Forgeois François O'Born           | Ford (Kinetic) 6.0L V8           | P    | -     |